# Ulsan
Ulsan (울산?, UlsanRR, UlsanMR) pronunciado: [ul.san], oficialmente Ciudad Metropolitana de Ulsan (울산광역시?, Ulsan-gwangyeoksiRR, Ulsan-gwangyŏkshiMR), es una de las seis ciudades metropolitanas que, junto a las nueve provincias, la ciudad especial y la ciudad autónoma especial, forman Corea del Sur.
Está ubicada en el extremo sureste del país, limitando al norte con Gyeongsang del Norte, al este con el mar del Japón y al suroeste con Busan y Gyeongsang del Sur. Es la séptima ciudad más grande de Corea del Sur, con una población de 1,1 millones de habitantes.
Situada en el extremo sudeste de la península de Corea, durante muchos años fue un puerto pesquero especializado en la caza de ballenas. A mediados del siglo XX, el gobierno surcoreano impulsó sobre ella un plan de desarrollo industrial que terminó convirtiéndola en el núcleo más importante de la economía nacional. Actualmente es la región con el producto interno bruto per cápita más alto al superar los 70.000 dólares. En su terreno alberga la mayor planta mundial de ensamblaje de automóviles, operada por Hyundai Motor Company; el astillero naval más grande del mundo, bajo gestión de Hyundai Heavy Industries, y la segunda mayor refinería de petróleo, en manos de SK Energy.
Ulsan adquirió en 1997 el estatus de ciudad metropolitana.

## Historia

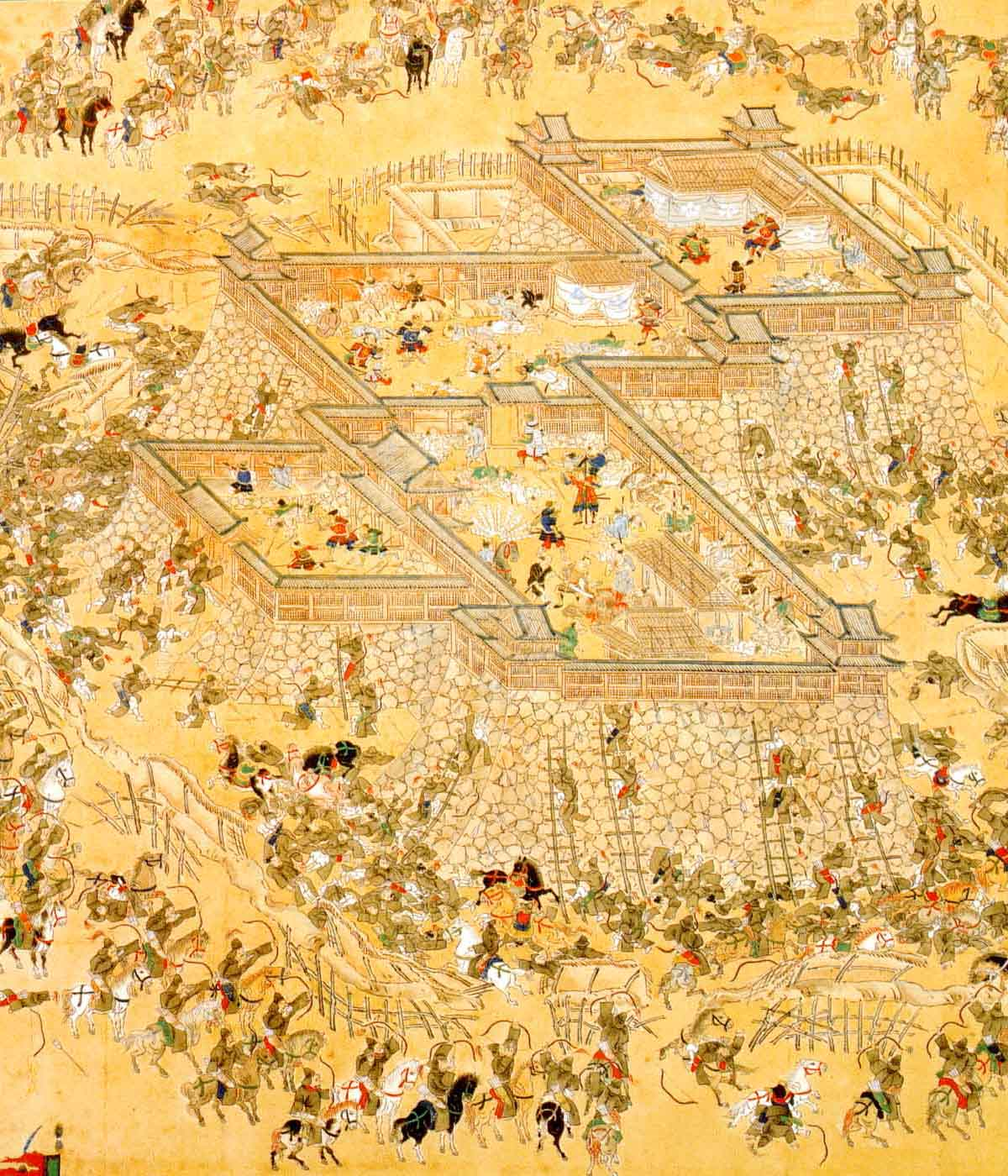
Asedio de Ulsan (1598).

La localidad existe desde los tiempos de la dinastía Samhan y el reino de Silla con el nombre de «Ulju». En 1413, durante el reinado de Taejong de la dinastía Joseon, pasó a llamarse «Ulsan». Durante muchos años fue un puerto natural que destacó especialmente por la obtención de hierro, la caza de ballenas y el comercio de pescado. De hecho, en los petroglifos de Bangudae pueden encontrarse representaciones de cetáceos.
Uno de los episodios más relevantes de su historia se produjo durante las invasiones japonesas de Corea a finales del siglo XVI. Las tropas ocupantes convirtieron a Ulsan en un puerto comercial y cuando la alianza China-Corea había replegado las tropas enemigas hasta el sur, los japoneses reforzaron las defensas con la construcción de un castillo. El asedio de Ulsan se produjo en enero de 1598 y sorprendió a los enemigos porque aún no habían concluido las obras. Pero a pesar de que 50.000 soldados estuvieron a punto de tomar la fortaleza, Mōri Hidemoto acudió al auxilio y alargó la batalla hasta que los coreanos se retiraron. Sobre el papel fue una victoria nipona, pero el ejército quedó muy debilitado y supuso un punto de inflexión en su retirada de la península.
El otro punto de inflexión fue la fabricación de barcos. La dinastía Joseon estableció el primer astillero naval en 1642 y desde entonces ha estado vinculada a este sector, hasta el punto de ser uno de sus puntales económicos. En cuanto a la pesca de ballenas, los pescadores rusos introdujeron la caza a gran escala en la década de 1900 y se mantuvo durante la ocupación japonesa (1910-1945) y la guerra de Corea. Las autoridades permitieron esta práctica hasta su prohibición en 1986, de acuerdo con la moratoria de la Comisión Ballenera Internacional.
El gobierno de Corea del Sur, interesado en el crecimiento económico del país después de la guerra, aprobó en 1962 que Ulsan fuese una ciudad de gobierno directo, con la esperanza de convertirla en un núcleo industrial de primer nivel. El chaebol Hyundai, el más grande del país en aquella época, estableció allí su principal planta de ensamblaje de automóviles y en 1972 creó el astillero Hyundai Mipo Dockyard, uno de los cinco mayores del mundo. Por otra parte, el puerto de Ulsan fue reformado y se aprovecharon sus condiciones naturales para permitir barcos de mayor tonelaje. Desde 1970 hasta 1990 la población total se quintuplicó, atraída por los puestos de trabajo en el sector industrial y petroquímico.
En los últimos años, el gobierno de Ulsan ha trabajado por reducir la contaminación y crear entornos sostenibles que compensen el desorden producido durante el desarrollo industrial. El 15 de julio de 1997 se convirtió en una ciudad metropolitana, de acuerdo con la reforma administrativa a nivel nacional.

## Geografía
Ulsan está situada al este de la península de Corea, bañada por el mar del Japón y atravesada por el río Taehwa, en cuya orilla se encuentra el puerto local. Limita al norte con la región de Gyeongsang del Norte, al oeste con Gyeongsang del Sur y al sur con la ciudad metropolitana de Busan. Su superficie es de 1060,19 kilómetros cuadrados y está rodeada de cadenas montañosas.
La zona del puerto está situada en la orilla del río Taehwa. Buena parte de la costa está rodeada por grandes acantilados e islotes rocosos, aunque también hay playas naturales.
Aunque es más conocida por su actividad industrial, Ulsan cuenta con paisajes naturales. El parque de Gajisan está en la zona limítrofe del condado de Ulju y al suroeste se encuentra la montaña Cheonhwangsan, de 1189 m de altitud, que forma parte de los montes Taebaek. Dentro de los llamados Alpes de Yeongnam figuran también los picos de Shinbulsan y Ganwolsan. La zona donde se ubican los petroglifos de Bangudae cuenta con abundante vegetación.

## Clima
Ulsan presenta un clima subtropical húmedo con influencia monzónica (Clasificación de Köppen: CFA/CWA). Los veranos son cálidos (temperaturas máximas de 30° en agosto), con un alto número de precipitaciones y mucha humedad, mientras que los inviernos son fríos y secos, con mínimas en los meses de enero y febrero. No suele nevar.
El temporal de precipitaciones tiene lugar entre los meses de abril y septiembre.
| Parámetros climáticos promedio de Ulsán (1981−2010) | Parámetros climáticos promedio de Ulsán (1981−2010) | Parámetros climáticos promedio de Ulsán (1981−2010) | Parámetros climáticos promedio de Ulsán (1981−2010) | Parámetros climáticos promedio de Ulsán (1981−2010) | Parámetros climáticos promedio de Ulsán (1981−2010) | Parámetros climáticos promedio de Ulsán (1981−2010) | Parámetros climáticos promedio de Ulsán (1981−2010) | Parámetros climáticos promedio de Ulsán (1981−2010) | Parámetros climáticos promedio de Ulsán (1981−2010) | Parámetros climáticos promedio de Ulsán (1981−2010) | Parámetros climáticos promedio de Ulsán (1981−2010) | Parámetros climáticos promedio de Ulsán (1981−2010) | Parámetros climáticos promedio de Ulsán (1981−2010) |
| Mes                                                 | Ene.                                                | Feb.                                                | Mar.                                                | Abr.                                                | May.                                                | Jun.                                                | Jul.                                                | Ago.                                                | Sep.                                                | Oct.                                                | Nov.                                                | Dic.                                                | Anual                                               |
| --------------------------------------------------- | --------------------------------------------------- | --------------------------------------------------- | --------------------------------------------------- | --------------------------------------------------- | --------------------------------------------------- | --------------------------------------------------- | --------------------------------------------------- | --------------------------------------------------- | --------------------------------------------------- | --------------------------------------------------- | --------------------------------------------------- | --------------------------------------------------- | --------------------------------------------------- |
| Temp. máx. media (°C)                               | 7.3                                                 | 9.2                                                 | 13.2                                                | 19.2                                                | 23.4                                                | 26.0                                                | 28.9                                                | 30.0                                                | 25.9                                                | 21.9                                                | 15.8                                                | 9.9                                                 | 19.2                                                |
| Temp. media (°C)                                    | 2.0                                                 | 3.9                                                 | 7.9                                                 | 13.5                                                | 17.9                                                | 21.4                                                | 25.0                                                | 25.9                                                | 21.5                                                | 16.2                                                | 9.9                                                 | 4.3                                                 | 14.1                                                |
| Temp. mín. media (°C)                               | −2.3                                                | −0.7                                                | 3.2                                                 | 8.2                                                 | 12.8                                                | 17.3                                                | 21.8                                                | 22.7                                                | 17.9                                                | 11.5                                                | 5.1                                                 | −0.3                                                | 9.8                                                 |
| Precipitación total (mm)                            | 34.3                                                | 42.6                                                | 65.8                                                | 91.1                                                | 108.1                                               | 176.8                                               | 232.3                                               | 240.3                                               | 168.2                                               | 53.5                                                | 41.1                                                | 23.0                                                | 1277.1                                              |
| Días de precipitaciones (≥ 0.1 mm)                  | 5.3                                                 | 6.3                                                 | 8.1                                                 | 8.4                                                 | 9.2                                                 | 10.0                                                | 13.5                                                | 12.1                                                | 10.3                                                | 5.7                                                 | 5.1                                                 | 3.9                                                 | 97.9                                                |
| Horas de sol                                        | 190.7                                               | 176.4                                               | 187.5                                               | 207.2                                               | 215.4                                               | 172.7                                               | 151.5                                               | 167.3                                               | 150.0                                               | 193.7                                               | 182.0                                               | 194.6                                               | 2188.8                                              |
| Humedad relativa (%)                                | 49.6                                                | 51.9                                                | 57.6                                                | 60.3                                                | 66.1                                                | 73.3                                                | 78.9                                                | 77.7                                                | 75.7                                                | 67.2                                                | 59.9                                                | 52.4                                                | 64.2                                                |
| Fuente: Korea Meteorological Administration         |                                                     |                                                     |                                                     |                                                     |                                                     |                                                     |                                                     |                                                     |                                                     |                                                     |                                                     |                                                     |                                                     |

## Demografía
En Ulsan hay registrados un total de 1.156.480 habitantes, según el censo de 2012. La población ha experimentado un importante aumento desde la creación de la aprobación del plan industrial de 1962, cuando la población total apenas superaba los 200.000 censados. El establecimiento de Hyundai fue esencial para que la cifra se multiplicara por cinco en menos de veinte años. La primera vez que se superó el millón fue en 1997 (1.013.070 habitantes)
El crecimiento poblacional se ha correspondido con la expansión de la ciudad hacia el oeste. En 1997 asumió el control del condado de Ulju.
| Evolución demográfica de Ulsan desde 1965 |
|                                           |

## Administración
Ulsan es una de las ciudades metropolitanas (광역시) de Corea del Sur desde 1997. Su gobierno se escoge por sufragio universal en elecciones celebradas cada cuatro años. El alcalde es la figura más importante a nivel administrativo del poder local. A nivel estatal, los habitantes de Busan eligen a 6 representantes en la Asamblea Nacional.
Desde 2014 el alcalde es Kim Gi-hyeon del Saenuri. Sustituyó a Bak Maeng-woo, en oficio durante doce años y de la misma formación.
La geografía política se compone de 4 distritos (gu, 구) y un condado (gun, 군). Los distritos de Nam y Jung son los más poblados, mientras que el de Dong concentra la mayoría de fábricas y el puerto.

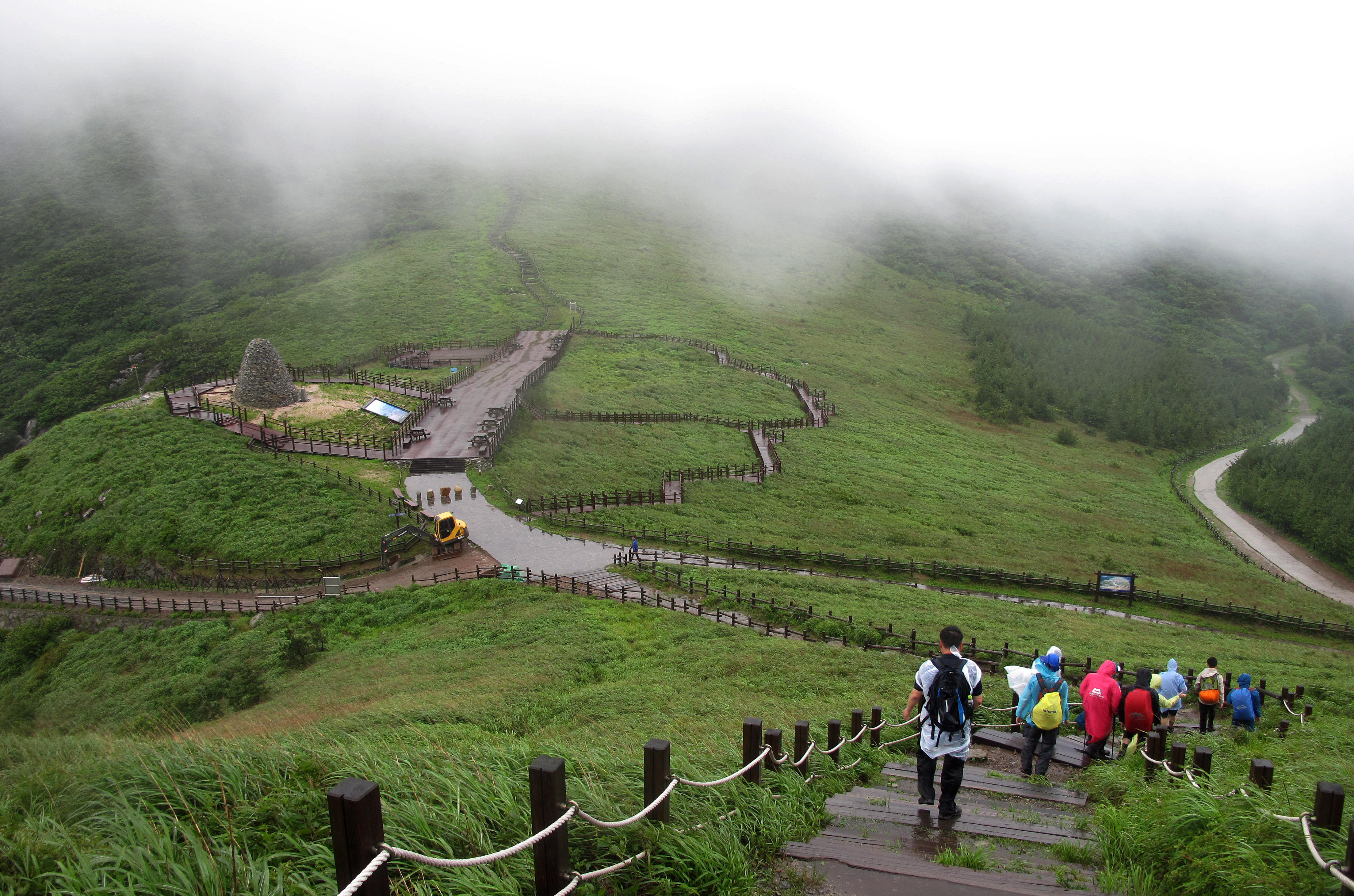
Paisaje natural del condado de Ulju.

| Buk Dong Jung Nam Ulju | Gu (Distritos) | Gu (Distritos) | Gu (Distritos) | Gu (Distritos) | Gu (Distritos) |
| Buk Dong Jung Nam Ulju | Buk            | 북구           | 北區           |                |                |
| Buk Dong Jung Nam Ulju | Dong           | 동구           | 東區           |                |                |
| Buk Dong Jung Nam Ulju | Jung           | 중구           | 區             |                |                |
| Buk Dong Jung Nam Ulju | Nam            | 남구           | 南區           |                |                |
| Buk Dong Jung Nam Ulju | Gun (Condados) |                |                |                |                |
| Buk Dong Jung Nam Ulju | Ulju           | 울주군         | 蔚州郡         |                |                |

## Economía
Ulsan es el núcleo industrial más importante de Corea del Sur y la región con mayor producto interno bruto per cápita, superior a los 70.000 dólares anuales. Por sectores económicos, es líder en industria petroquímica con un 34,4% de la producción nacional en 2012, y la segunda mayor en los sectores de automóvil (21,1%) y astilleros navales (32,6%).
El puerto de Ulsan es el segundo mayor del país, superado por el de Busan, y el cuarto más importante del mundo en transporte de carga líquida. En enero de 2012 presentaba una capacidad de atraque simultáneo para 107 barcos y una capacidad de carga de 71 millones de toneladas. Actualmente se está construyendo un nuevo puerto, cuya inauguración está prevista para 2020, que permitirá acoger hasta 132 buques y procesar 88 millones de toneladas, así como agilizar el transporte de petróleo.
Desde que la localidad fue declarada "distrito industrial especial" en febrero de 1962, se han creado varios polígonos industriales en las orillas del río y la costa. El Complejo Nacional Ulsan Mipo, la zona más grande de todas, acoge a más de 700 compañías entre las que se encuentran los astilleros Hyundai Mipo Dockyard (bajo gestión de Hyundai Heavy Industries) que son líderes en fabricación de buques para transporte, y la planta de ensamblaje de automóviles de Hyundai Motors. El Complejo Nacional de Onsan, situado al sur de la costa, es la sede de las más de 200 empresas, entre ellas las principales petroquímicas. Existe una Zona de Libre Comercio para inversores extranjeros.
Para reducir el peso del sector industrial en la economía local, el gobierno metropolitano está promoviendo la instalación de empresas tecnológicas con polígonos de reciente creación, como el Complejo Industrial Tecnológico o el Valle de Alta Tecnología.

## Turismo
Ulsan ha reforzado su oferta turística desde su conversión en ciudad metropolitana. Dispone de tres playas y la más popular es la de Jinha, situada al sureste cerca del puente Myeongcheon, que cuenta en los alrededores con mercados de pescado, hoteles y restaurantes. En ese emplazamiento se realiza cada año un campeonato de windsurf. Cerca del puerto se encuentra la playa de Ilsan, que en los últimos años ha vivido un proceso de transformación. Y al norte existen tanto playas de arena (Jujeon Black) como calas de piedras en la costa de Jeongja. Además, existen dos grandes parques municipales: el Parque de Ulsan (de 3.640.000 metros cuadrados), en las afueras, y el Parque Taehwagang a la orilla del río.
Otros puntos turísticos reseñables son:

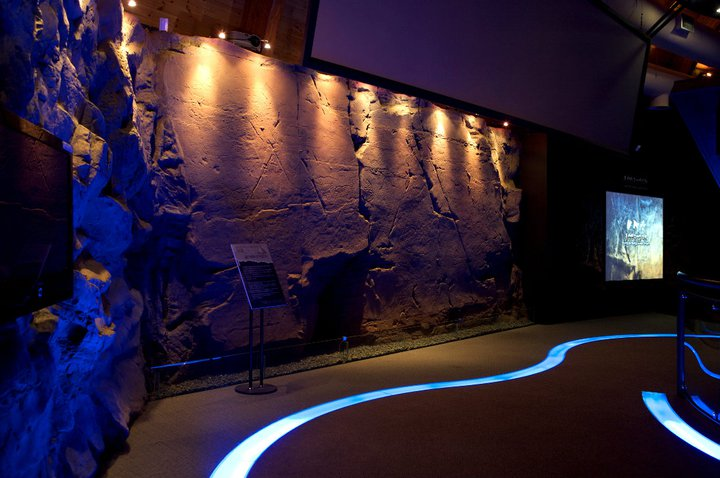
Petroglifos de Bangudae.

- Petroglifos de Bangudae: Los petroglifos son grabados en rocas, situados en la cuenca baja del arroyo Daegok, que datan de una época intermedia entre el Neolítico y la Edad del Bronce. Fueron descubiertas en 1971 por un equipo de arqueología universitario. Solo pueden verse entre los meses de octubre y febrero porque después el nivel del agua es demasiado alto para poder entrar. Hay aproximadamente 200 figuras de seres humanos y animales, la mayoría cetáceos. Es uno de los Tesoros Nacionales de Corea del Sur y está considerada la mejor obra artística de la prehistoria de Corea.[15]
- Alpes de Yeongnam: Esta cadena montañosa abarca tanto a Ulsan (en el condado de Ulju) como a las regiones de Gyeongsang del Norte y Gyeongsang del Sur. Considerado un atractivo turístico nacional, muchas de sus montañas superan los 1000 metros de altitud sobre el nivel del mar. La más alta es Gajisan, situada entre Ulsan y la vecina localidad de Miryang, con 1.240 metros, seguida por Sinbulsan (1.208 m.) y Cheonhwangsan (1.189 m.). Los operadores turísticos organizan rutas de senderismo y visitas guiadas por los parques naturales.
- Aldea de Oegosan: Es una recreación de las aldeas tradicionales de la península coreana, especializada en la artesanía y alfarería de onggi (cerámica de barro). En el interior hay exposiciones sobre la historia de este arte, talleres para poder practicarlo y un salón de seminarios. Desde el año 2000 se celebra un festival de artesanía y en 2011 llegó a hacerse una pieza de dos metros de altura.[16]
- Museo de ballenas de Jangsaengpo: Es el único museo del país especializado en ballenas. Fue inaugurado en 2005 y su objetivo es recoger, preservar y exhibir reliquias de caza de ballenas, así como concienciar a los visitantes de la importancia que tienen estos animales. Además dispone de un delfinario con exhibiciones diarias y una sala de cine 4D.
- Cabo de Ganjeolgot: Situado en el condado de Ulju, este cabo es el primer lugar desde donde puede verse el amanecer. Se encuentra en un paraje natural y su faro es uno de los elementos más característicos de la ciudad. Cada Nochevieja se celebra un festival popular, con conciertos y fuegos artificiales, para contemplar el primer amanecer del Año Nuevo.[17]

El gobierno local organiza rutas turísticas para visitar los polígonos industriales, que incluyen los astilleros navales y las plantas de ensamblaje de automóviles.

## Deportes

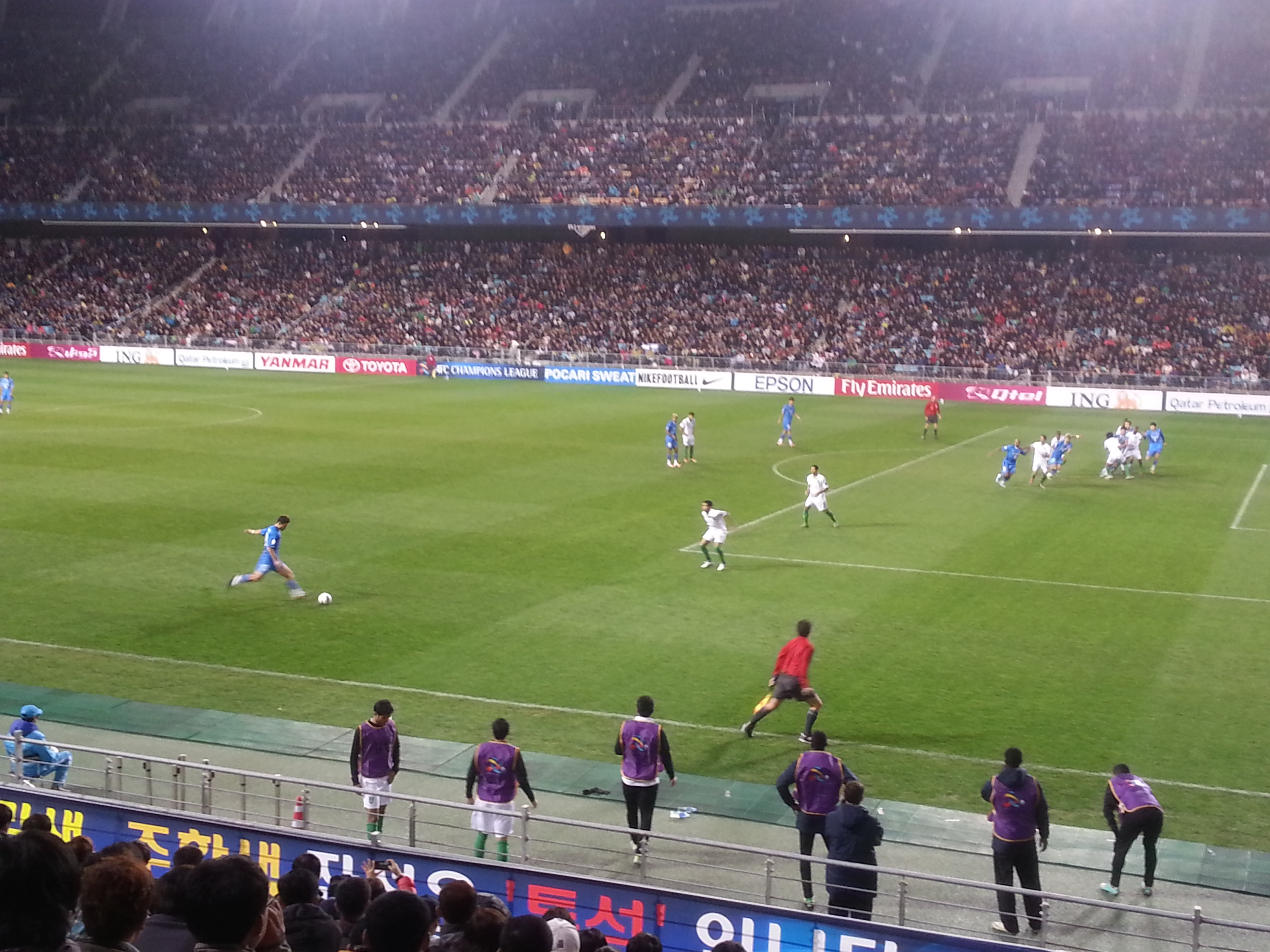
Interior del Estadio Mundialista de Ulsan.

Ulsan ha celebrado tres grandes acontecimientos deportivos en su historia reciente: fue subsede de la Copa Mundial de Fútbol de 2002 (un año antes acogió la Copa Confederaciones), de la Copa Mundial de Fútbol Sub-17 de 2007 y sede del Campeonato Mundial de Tiro con Arco al Aire Libre de 2009.
Casi todas las grandes infraestructuras deportivas de Ulsan están dentro del Complejo Deportivo Munsu, situado en el distrito de Nam, que entre otros edificios acoge el Estadio Mundialista de Ulsan (con capacidad para 44.000 espectadores), un segundo recinto con pista de atletismo, un pabellón deportivo cubierto, canchas de tenis, piscina olímpica y un campo de tiro. El estadio de béisbol fue inaugurado en 2014.
Dentro de los clubes deportivos profesionales destaca su equipo de fútbol, el Ulsan Hyundai, que ha sido campeón de la máxima categoría surcoreana (K League) en dos ocasiones. En la liga nacional de baloncesto el representante es el Ulsan Mobis Phoebus. A diferencia de otras ciudades importantes del país, Ulsan no cuenta con equipo de béisbol. Sin embargo, desde 2014 los Lotte Giants de Busan disputan algunos encuentros oficiales en Munsu.

## Ciudades hermanas
- Hagi, Japón (desde 1968)
- Hualien, Taiwán (desde 1981)
- Portland, Oregón, USA (desde 1987)
- Changchun, China (desde 1994)
- Tomsk, Rusia (desde 2003)
- İzmir, Turquía (desde 2002)
- Khanh Hoa, Vietnam (desde 2002)
- Montevideo, Uruguay (desde 2012)
- Región de Moravia-Silesia, República Checa (desde 2014)
- Mandalay, Birmania (desde 2016)